# Segga
Segga fue un personaje visigodo que intentó usurpar el trono al rey Recaredo I en el año 587.

## La conspiración
Ocurrida después de que el monarca arriano Recaredo se convirtiera al catolicismo, la conspiración estuvo encabezada por el obispo arriano de Mérida Sunna y los condes (comites civitatis) Segga, Vagrila y Witerico (que años después sería elegido rey) con el objetivo de asesinar a Masona, obispo católico de Mérida, al dux de Lusitania Claudio y al monarca legítimo, colocando en su puesto al propio Segga.
Los conjurados lo intentaron en dos ocasiones: primero en una entrevista, pero fallaron. La segunda ocasión se presentó en una procesión en honor de Santa Olalla a la que tenían previsto asistir Masona y Claudio.
Pero un nuevo fracaso llevó a Witerico a denunciar a sus anteriores compañeros, quienes fueron descubiertos y reprimidos por Claudio. Los conjurados fueron desposeídos de sus cargos y posesiones y enviados al exilio, pagando en sus carnes la sublevación.
Según el cronista Juan de Biclaro, Segga sufrió un castigo ejemplar y común en el mundo tardo romano: la amputación de ambas manos, lo que le impedía el ejercicio de actividades militares, condición indispensable para ser elegido rey, siendo luego desterrado a Gallaecia. Por su parte, Vagrila huyó a la Iglesia de Santa Eulalia y el obispo Sunna fue desterrado a Mauretania. Son por lo tanto castigos ejemplares pero hasta cierto punto magnánimos, si se comparan con los recibidos por rebeldes posteriores que fueron ejecutados, como Argimundo dux de una provincia, tal vez la Cartaginesa (aunque otras versiones limitan el castigo a la amputación de la mano derecha y la decalvación)
Los motivos de la revuelta no fueron tanto religiosos, aunque es seguro que contaron con el apoyo de arrianos o católicos conversos superficialmente, sino más bien políticos, pues el arrianismo había sido hasta los tiempos de Leovigildo, padre de Recaredo, la religión oficial del Estado y el medio de medrar en el ámbito del poder de la administración goda en el Reino Visigodo.